# حصارات
حصارات (به عربی: حصارات) یک منطقهٔ مسکونی در لبنان است که در شهرستان جبیل واقع شده‌است.